# I-ウムラウト
i-ウムラウト（独: i-Umlaut）は、音韻の変化の一種でゲルマン語（特に古語）の用語。単語の前の音節の母音が後ろの音節の/i/, /ī/ or /j/に影響されることをいう。後舌母音だと前舌母音になり（前舌化）、前舌母音だと狭母音に近づく（狭母音化）。紀元後500年頃に北海周辺で始まったとされる。傾向が強いのは古ノルド語（北ゲルマン語）と古英語である。

## ゲルマン祖語
祖語では強勢の有無には関わらず/e/の次の音節に /i/ あるいは /j/があるとき /e/>/i/ の変化が起きる（印欧祖語*/bhereti/>ゲルマン祖語*/beriþ/ 3人称単数、運ぶ）。/e/>/i/ のもとになったiは脱落する。これによって生じたiが後のiウムラウトを引き起こす。

## 古ノルド語
北ゲルマン祖語では後ろにj（子音）が来たとき (*skunja > skyn)、または長音節の後にi（母音）が来たとき（*gastiR > gestr, しかし *staði > *stað のまま）に起こる。後者は短音節にも起こることがある (*kuni > kyn, *komiR > kømr)。

## 古英語
名詞の複数形（fōt ,fēt "足"; mūs mȳs "鼠")  、強変化動詞の現在形の二人称、三人称単数形、弱変化動詞の第一型、形容詞の比較級、名詞の派生動詞（fōda "食べ物", fēdan "食べさせる"; lār "教訓", lǣran "教える"）  、接辞 -þ がついた名詞（strang "強い", strengþ(u) "強さ"; hāl "全し", hǣlþ(u) "安康"; fūl "汚い", fȳlþ(u) "汚さ"）に見られる。
| i-ウムラウト | i-ウムラウト |
| 原音         | 変音         |
| ------------ | ------------ |
| æ            | e            |
| e            | i            |
| a+m/n        | e+m/n        |
| a            | æ            |
| ā            | ǣ            |
| o            | e            |
| ō            | ē            |
| u            | y            |
| ū            | ȳ            |
| ea           | ie           |
| ēa           | īe           |
| eo           | ie           |
| ēo           | īe           |

一例として、英語で「足」を意味する foot の複数形である feet という語形も、ウムラウトによって生じたものである。
古英語以前では、古形 fōt の複数形は fōti であった。しかし、この末尾音 [*i] が前の母音 [*oː] を [*eː] へと変化させたので、中世英語では複数形 [*feːt] となり、さらに大母音推移を経て [fiːt] となったのが現代英語の feet である。

## 古高ドイツ語
西暦900年頃の古高ドイツ語では/a/>/e/の変化のみが見られ、その後/o/>/y/,/o/>/ø/の変化が起きる。なぜoとuが後から変化したのかについては、表記にないだけで異音として存在していたという説と、aからの類推で生じたという二つがある。
現代標準ドイツ語ではä、ö、üで表記され、これらの記号もウムラウトという。

## 低地ドイツ語
現在にいたる低地ドイツ語の表記上は短いaのみが規則的に変化するが（"gast" – "gesti", "slahan" – "slehis"）、現代の発音では長短に関係なく起こるので見かけよりも影響が大きかったという。